# British Academy Film Award du meilleur montage
Le British Academy Film Award du meilleur montage (British Academy Film Award for Best Editing) est une récompense cinématographique britannique décernée depuis 1969 par la British Academy of Film and Television Arts (BAFTA) lors de la cérémonie annuelle des British Academy Film Awards.

## Palmarès
Note : les gagnants sont indiqués en gras. Les années indiquées sont celles au cours desquelles la cérémonie a eu lieu, soit l'année suivant leur sortie en salles (au Royaume-Uni).
Le symbole ♕ rappelle le gagnant et ♙ une nomination à l'Oscar du meilleur montage la même année.

### Années 1960
- 1969 : Le Lauréat (The Graduate) – Sam O'Steen
  - La Charge de la brigade légère (The Charge of the Light Brigade) – Kevin Brownlow
  - Oliver ! (Oliver!) – Ralph Kemplen ♙
  - Roméo et Juliette (Romeo and Juliet) – Reginald Mills

### Années 1970
- 1970 : Macadam Cowboy (Midnight Cowboy) – Hugh A. Robertson (en) ♙
  - Bullitt – Frank P. Keller ♕
  - Ah Dieu ! que la guerre est jolie (Oh! What a Lovely War) – Kevin Connor
  - Z – Françoise Bonnot ♕
- 1971 : Butch Cassidy et le Kid (Butch Cassidy and the Sundance Kid) – John C. Howard (en) ; Richard C. Meyer
  - M*A*S*H (MASH) – Danford B. Greene ♙
  - La Fille de Ryan (Ryan's Daughter) – Norman Savage
  - On achève bien les chevaux (They Shoot Horses, Don't They?) – Fredric Steinkamp ♙
- 1972 : Un dimanche comme les autres (Sunday Bloody Sunday) – Richard Marden
  - Un violon sur le toit (Fiddler on the Roof) – Antony Gibbs (en) ; Robert Lawrence ♙
  - Performance – Antony Gibbs (en)
  - Taking Off – John Carter ♙
- 1973 : French Connection (The French Connection) – Gerald B. Greenberg ♕
  - Cabaret – David Bretherton ♕
  - Orange mécanique (A Clockwork Orange) – William Butler ♙
  - Délivrance – Tom Priestley ♙
- 1974 : Chacal (The Day of the Jackal) – Ralph Kemplen ♙
  - Charley Varrick – Frank Morriss
  - Ne vous retournez pas (Don't Look Now) – Graeme Clifford
  - The National Health – Ralph Sheldon
- 1975 : Conversation secrète (The Conversation) – Walter Murch ; Richard Chew
  - Chinatown – Sam O'Steen ♙
  - Le Crime de l'Orient-Express (Murder on the Orient Express) – Anne V. Coates
  - Les Trois Mousquetaires (The Three Musketeers) – John Victor-Smith
- 1976 : Un après-midi de chien (Dog Day Afternoon) – Dede Allen ♙
  - Le Parrain – 2e partie (The Godfather Part II) – Peter Zinner ; Barry Malkin ; Richard Marks
  - Les Dents de la mer (Jaws) – Verna Fields ♕
  - Rollerball – Antony Gibbs (en)
- 1977 : Vol au-dessus d'un nid de coucou (One Flew Over the Cuckoo's Nest) – Richard Chew ; Lynzee Klingman ; Sheldon Kahn (en) ♙
  - Les Hommes du président (All the President's Men) – Robert L. Wolfe (en) ♙
  - Taxi Driver – Marcia Lucas ; Tom Rolf ; Melvin Shapiro
  - Marathon Man – Jim Clark
- 1978 : Annie Hall – Ralph Rosenblum ; Wendy Greene Bricmont
  - Network – Alan Heim ♙
  - Rocky – Richard Halsey ; Scott Conrad ♙
  - Un pont trop loin (A Bridge Too Far) – Antony Gibbs (en)
- 1979 : Midnight Express – Gerry Hambling ♙
  - Rencontres du troisième type (Close Encounters of the Third Kind) – Michael Kahn ♙
  - Julia – Walter Murch ♙
  - Star Wars, épisode IV : Un nouvel espoir (Star Wars Episode IV: A New Hope) – Paul Hirsch ; Marcia Lucas ; Richard Chew ♕

### Années 1980
- 1980 : Voyage au bout de l'enfer (The Deer Hunter) – Peter Zinner ♕
  - Alien – Le huitième passager (Alien) – Terry Rawlings
  - Apocalypse Now – Richard Marks ; Walter Murch ; Gerald B. Greenberg ; Lisa Fruchtman ♙
  - Manhattan – Susan E. Morse
- 1981 : Que le spectacle commence (All That Jazz) – Alan Heim ♕
  - Elephant Man (The Elephant Man) – Anne V. Coates ♙
  - Fame – Gerry Hambling ♙
  - Kramer contre Kramer (Kramer vs. Kramer) – Gerald B. Greenberg ♙
- 1982 : Raging Bull – Thelma Schoonmaker X
  - Les Chariots de feu (Chariots of Fire) – Terry Rawlings ♙
  - La Maîtresse du lieutenant français (The French Lieutenant's Woman) – John Bloom ♙
  - Les Aventuriers de l'arche perdue (Raiders of the Lost Ark) – Michael Kahn ♕
- 1983 : Missing – Françoise Bonnot
  - Blade Runner – Terry Rawlings
  - E.T. l'extra-terrestre (E.T. the Extra-Terrestrial) – Carol Littleton ♙
  - Gandhi – John Bloom ♕
- 1984 : Flashdance – Bud S. Smith (en) ; Walt Mulconery ♕
  - La Valse des pantins (The King of Comedy) – Thelma Schoonmaker
  - Local Hero – Michael Bradsell
  - Zelig – Susan E. Morse
- 1985 : La Déchirure (The Killing Fields) – Jim Clark ♕
  - Another Country : Histoire d'une trahison (Another Country) – Gerry Hambling
  - Indiana Jones et le Temple maudit (Indiana Jones and the Temple of Doom) – Michael Kahn
  - Under Fire – John Bloom ; Mark Conte
- 1986 : Amadeus – Nena Danevic ; Michael Chandler ♙
  - Retour vers le futur (Back to the Future) – Arthur Schmidt ; Harry Keramidas
  - Chorus Line (A Chorus Line) – John Bloom ♙
  - Witness – Thom Noble ♕
- 1987 : Mission (The Mission) – Jim Clark ♙
  - Hannah et ses sœurs (Hannah and Her Sisters) – Susan E. Morse ♙
  - Mona Lisa – Lesley Walker
  - Chambre avec vue (A Room with a View) – Humphrey Dixon
- 1988 : Platoon – Claire Simpson ♕
  - Cry Freedom – Lesley Walker
  - La Guerre à sept ans (Hope and Glory) – Ian Crafford
  - Radio Days – Susan E. Morse
- 1989 : Liaison fatale (Fatal Attraction) – Michael Kahn ; Peter E. Berger (en) ♙
  - Un poisson nommé Wanda (A Fish Called Wanda) – John Jympson
  - Le Dernier Empereur (The Last Emperor) – Gabriella Cristiani ♕
  - Qui veut la peau de Roger Rabbit (Who Framed Roger Rabbit) – Arthur Schmidt ♕

### Années 1990
- 1990 : Mississippi Burning – Gerry Hambling ♙
  - Les Liaisons dangereuses (Dangerous Liaisons) – Mick Audsley
  - Le Cercle des poètes disparus (Dead Poets Society) – William M. Anderson (en)
  - Rain Man – Stu Linder ♙
- 1991 : Les Affranchis (GoodFellas) – Thelma Schoonmaker ♙
  - Crimes et délits (Crimes and Misdemeanors) – Susan E. Morse
  - Dick Tracy – Richard Marks
  - Cinema Paradiso (Nuovo Cinema Paradiso) – Mario Morra
- 1992 : Les Commitments (The Commitments) – Gerry Hambling ♙
  - Danse avec les loups (Dances with Wolves) – Neil Travis ♕
  - Le Silence des agneaux (The Silence of the Lambs) – Craig McKay ♙
  - Thelma et Louise (Thelma & Louise) – Thom Noble ♙
- 1993 : JFK – Joe Hutshing ; Pietro Scalia ♕
  - The Player – Geraldine Peroni
  - Les Nerfs à vif (Cape Fear) – Thelma Schoonmaker
  - Retour à Howards End (Howards End) – Andrew Marcus
  - Ballroom Dancing (Strictly Ballroom) – Jill Bilcock
- 1994 : La Liste de Schindler (Schindler's List) – Michael Kahn ♕
  - Le Fugitif (The Fugitive) – Dennis Virkler ; David Finfer ; Dean Goodhill ; Don Brochu (de) ; Richard Nord (en) ; Dov Hoenig (en) ♙
  - Dans la ligne de mire (In the Line of Fire) – Anne V. Coates ♙
  - La Leçon de piano (The Piano) – Veronika Jenet ♙
- 1995 : Speed – John Wright ♙
  - Forrest Gump – Arthur Schmidt ♕
  - Quatre mariages et un enterrement (Four Weddings and a Funeral) – Jon Gregory (en)
  - Pulp Fiction – Sally Menke ♙
- 1996 : Usual Suspects (The Usual Suspects) – John Ottman
  - Apollo 13 – Mike Hill ; Daniel P. Hanley ♕
  - Babe, le cochon devenu berger (Babe) – Marcus D'Arcy ; Jay Friedkin ♙
  - La Folie du roi George (The Madness of King George) – Tariq Anwar
- 1997 : Le Patient anglais (The English Patient) – Walter Murch ♕
  - Fargo – Ethan Coen ; Joel Coen ♙
  - Evita – Gerry Hambling ♙
  - Shine – Pip Karmel ♙
- 1998 : L.A. Confidential – Peter Honess ♙
  - The Full Monty - Le Grand Jeu (The Full Monty) – David Freeman et Nick Moore
  - Roméo + Juliette (William Shakespeare's Romeo + Juliet) – Jill Bilcock
  - Titanic – Conrad Buff, James Cameron et Richard A. Harris ♕
- 1999 : Shakespeare in Love – David Gamble ♙
  - Il faut sauver le soldat Ryan (Saving Private Ryan) – Michael Kahn ♕
  - Elizabeth (The Full Monty) – Jill Bilcock
  - Arnaques, Crimes et Botanique (Lock, Stock and Two Smoking Barrels) – Niven Howie (de)

### Années 2000
- 2000 : American Beauty – Tariq Anwar ; Christopher Greenbury ♙
  - Matrix (The Matrix) – Zach Staenberg ♕
  - Sixième Sens (The Sixth Sense) – Andrew Mondshein ♙
  - Dans la peau de John Malkovich (Being John Malkovich) – Eric Zumbrunnen
- 2001 : Gladiator – Pietro Scalia ♙
  - Traffic – Stephen Mirrione ♕
  - Tigre et Dragon (卧虎藏龙) – Tim Squyres ♙
  - Erin Brockovich, seule contre tous (Erin Brockovich) – Anne V. Coates
  - Billy Elliot – John Wilson
- 2002 : Mulholland Drive (Mulholland Dr.) – Mary Sweeney
  - La Chute du faucon noir (Black Hawk Down) – Pietro Scalia ♕
  - Moulin Rouge (Moulin Rouge!) – Jill Bilcock ♙
  - Le Seigneur des anneaux : La Communauté de l'anneau (The Lord of the Rings: The Fellowship of the Ring) – John Gilbert ♙
  - Le Fabuleux Destin d'Amélie Poulain – Hervé Schneid
- 2003 : La Cité de Dieu (Cidade de Deus) – Daniel Rezende ♙
  - Chicago – Martin Walsh ♕
  - Gangs of New York – Thelma Schoonmaker ♙
  - The Hours – Peter Boyle ♙
  - Le Seigneur des anneaux : Les Deux Tours (The Lord of the Rings: The Two Towers) – Michael J. Horton ♙
- 2004 : Lost in Translation – Sarah Flack
  - Le Seigneur des anneaux : Le Retour du roi (The Lord of the Rings: The Return of the King) – Jamie Selkirk ♕
  - Retour à Cold Mountain (Cold Mountain) – Walter Murch ♙
  - 21 Grammes (21 Grams) – Stephen Mirrione
  - Kill Bill : Volume 1 (Kill Bill: Vol. 1) – Sally Menke
- 2005 : Eternal Sunshine of the Spotless Mind – Valdís Óskarsdóttir
  - Aviator (The Aviator) – Jim Miller ; Paul Rubell ♕
  - Collatéral (Collateral) – Long Cheng ♙
  - Le Secret des poignards volants (十面埋伏) – Jim Clark
  - Vera Drake – Thelma Schoonmaker
- 2006 : The Constant Gardener – Claire Simpson ♙
  - Collision (Crash) – Hughes Winborne ♕
  - Le Secret de Brokeback Mountain (Brokeback Mountain) – Geraldine Peroni ; Dylan Tichenor
  - Good Night and Good Luck – Stephen Mirrione
  - La Marche de l'empereur – Sabine Emiliani
- 2007 : Vol 93 (United 93) – Clare Douglas ; Christopher Rouse ; Richard Pearson ♙
  - Babel – Stephen Mirrione ; Douglas Crise ♙
  - Les Infiltrés (The Departed) – Thelma Schoonmaker ♕
  - Casino Royale – Stuart Baird
  - The Queen – Lucia Zucchetti (en)
- 2008 : La Vengeance dans la peau (The Bourne Ultimatum) – Christopher Rouse ♕
  - American Gangster – Pietro Scalia
  - Reviens-moi (Atonement) – Paul Tothill
  - Michael Clayton – John Gilroy
  - No Country for Old Men – Roderick Jaynes (alias Joel et Ethan Coen) ♙
- 2009 : Slumdog Millionaire – Chris Dickens ♕
  - L'Échange (Changeling) – Joel Cox ; Gary D. Roach
  - L'Étrange Histoire de Benjamin Button (The Curious Case of Benjamin Button) – Kirk Baxter ; Angus Wall ♙
  - The Dark Knight : Le Chevalier noir (The Dark Knight) – Lee Smith ♙
  - Frost/Nixon – Daniel P. Hanley ; Mike Hill ♙
  - Bons baisers de Bruges (In Bruges) – Jon Gregory (en)

### Années 2010
- 2010 : Démineurs (The Hurt Locker) – Chris Innis ; Bob Murawski ♕
  - Avatar – James Cameron ; John Refoua ; Stephen E. Rivkin ♙
  - District 9 – Julian Clarke ♙
  - Inglourious Basterds – Sally Menke ♙
  - In the Air (Up in the Air) – Dana E. Glauberman

- 2011 : The Social Network – Kirk Baxter ♕
  - 127 Heures (127 Hours) – Jon Harris ♙
  - Black Swan – Andrew Weisblum ♙
  - Inception – Lee Smith
  - Le Discours d'un roi (The King's Speech) – Tariq Anwar ♙

- 2012 : Senna – Gregers Sall et Chris King
  - The Artist – Anne-Sophie Bion et Michel Hazanavicius
  - Drive – Mat Newman
  - Hugo Cabret (Hugo) – Thelma Schoonmaker
  - La Taupe (Tinker, Tailor, Soldier, Spy) – Dino Jonsater

- 2013 : Argo – William Goldenberg
  - Django Unchained – Fred Raskin
  - L'Odyssée de Pi (Life of Pi) – Tim Squyres
  - Skyfall – Stuart Baird
  - Zero Dark Thirty – Dylan Tichenor et William Goldenberg

- 2014 : Rush – Daniel P. Hanley et Mike Hill
  - Capitaine Phillips (Captain Phillips) – Christopher Rouse
  - Gravity – Alfonso Cuarón et Mark Sanger
  - Le Loup de Wall Street (The Wolf of Wall Street) – Thelma Schoonmaker
  - Twelve Years a Slave – Joe Walker

- 2015 : Whiplash – Tom Cross
  - Birdman – Stephen Mirrione et Douglas Crise
  - The Grand Budapest Hotel – Barney Pilling (en)
  - Imitation Game (The Imitation Game) – William Goldenberg
  - Night Call (Nightcrawler) – John Gilroy
  - Une merveilleuse histoire du temps (The Theory of Everything) – Jinx Godfrey

- 2016 : Mad Max: Fury Road – Margaret Sixel
  - The Big Short : Le Casse du siècle (The Big Short) – Hank Corwin
  - Le Pont des espions (Bridge of Spies) – Michael Kahn
  - The Revenant – Stephen Mirrione
  - Seul sur Mars (The Martian) – Pietro Scalia

- 2017 : Tu ne tueras point (Hacksaw Ridge) - John Gilbert
  - Premier Contact (Arrival) - Joe Walker
  - La La Land - Tom Cross
  - Nocturnal Animals - Joan Sobel
  - Manchester by the Sea - Jennifer Lame

- 2018 : Baby Driver – Jonathan Amos et Paul Machliss
  - Blade Runner 2049 – Joe Walker
  - Dunkerque (Dunkirk) – Lee Smith
  - La Forme de l'eau (The Shape of Water) – Sidney Wolinsky
  - Three Billboards : Les Panneaux de la vengeance (Three Billboards Outside Ebbing, Missouri) – Jon Gregory

- 2019 : Vice - Hank Corwin
  - Bohemian Rhapsody - John Ottman
  - La Favorite - Yorgos Mavropsaridis
  - First Man : Le Premier Homme sur la Lune - Tom Cross
  - Roma - Alfonso Cuarón et Adam Gough

### Années 2020
- 2020 : Le Mans 66 – Andrew Buckland et Michael McCusker
  - The Irishman – Thelma Schoonmaker
  - Jojo Rabbit – Tom Eagles
  - Joker – Jeff Groth
  - Once Upon a Time… in Hollywood – Fred Raskin

- 2021 : Sound of Metal - Mikkel E.G. Nielsen
  - Nomadland - Chloé Zaho
  - Promising Young Woman - Frédéric Thoraval
  - The Father - Yorgos Lamprinos
  - Les Sept de Chicago - Alan Baumgarten

- 2022 : No Time to Die – Tom Cross and Elliot Graham
  - Belfast – Úna Ní Dhonghaíle
  - Dune – Joe Walker
  - Licorice Pizza – Andy Jurgensen
  - Summer of Soul – Joshua L. Pearson

- 2023 : Everything Everywhere All at Once – Paul Rogers
  - À l'Ouest, rien de nouveau – Sven Budelmann
  - Les Banshees d'Inisherin – Mikkel E. G. Nielsen
  - Elvis – Jonathan Redmond, Matt Villa
  - Top Gun: Maverick – Eddie Hamilton – Eddie Hamilton

- 2024 : Oppenheimer – Jennifer Lame
  - Anatomie d'une chute – Laurent Sénéchal
  - Killers of the Flower Moon – Thelma Schoonmaker
  - Pauvres Créatures – Yorgos Mavropsaridis (en)
  - La Zone d'intérêt – Paul Watts

- 2025 : Conclave – Nick Emerson
  - Anora – Sean Baker
  - Kneecap – Julian Ulrichs et Chris Gill
  - Emilia Pérez – Juliette Welfling
  - Dune, deuxième partie – Joe Walker